# Gilberto Felici
Gilberto Felici (* 15. Juni 1972 in San Marino) ist ein san-marinesischer Jurist und Richter am Europäischen Gerichtshof für Menschenrechte.

## Leben und Wirken
Felici studierte Rechtswissenschaften an der Universität Urbino, wo er 1996 seinen Abschluss machte. 1998 wurde er Notar und gleichzeitig Dozent am Institut für Geschichte und Philosophie des Rechts an der Universität Urbino. Ab 1999 absolvierte er als uditore giudiziario die weitere Ausbildung zum Richter. 2003 wurde er Richter am Gerichtshof von San Marino. Gleichzeitig vertrat er San Marino in der Europäischen Kommission gegen Rassismus und Intoleranz und war Mitglied zahlreicher Regierungs- und Parlamentskomitees. 2008 war er als Dozent für Menschenrechte und Internationales Recht an der Scuola Superiore Sant’Anna in Pisa tätig, 2010 an der Universität von San Marino.
Im Juni 2018 wurde Felici als Nachfolger von Kristina Pardalos als Vertreter San Marinos zum Richter am Europäischen Gerichtshof für Menschenrechte gewählt. Er trat seine voraussichtlich bis 2027 dauernde Amtszeit am 26. September 2018 an.